# Dimitrij Rupel
Dimitrij Rupel (Lubiana, 7 aprile 1946) è un politico e diplomatico sloveno; è stato consigliere per la politica estera del primo ministro sloveno Borut Pahor.
Rupel, la cui famiglia è originaria di Trieste, ha studiato presso l'University of Essex, l'Università di Lubiana (dove si è laureato in letteratura mondiale e sociologia) e la Brandeis University (presso cui ha fatto il dottorato in sociologia).
Rupel è uno dei fondatori dell'Unione Democratica Slovena (SDZ - Slovenska demokratična zveza), fondata nel 1989, e nel 1991 ridenominata Partito Democratico (Demokratska stranka).
Rupel è stato il primo ministro degli affari esteri della Slovenia indipendente, dal 1990 fino al 1993, durante la separazione dalla Jugoslavia. Dal 1993, è stato deputato presso l'Assemblea nazionale della Slovenia.
Nel 1994, la maggioranza del partito di Rupel divenne parte della Democrazia Liberale di Slovenia. Nel 1994 venne anche eletto sindaco di Lubiana: entrò in carica nel 1995 e vi rimase fino al 1997, quando fu nominato ambasciatore presso gli Stati Uniti d'America.
Divenne nuovamente ministro degli esteri della Slovenia nel 2000 e rimase in carica fino a luglio 2004, quando il Primo Ministro Anton Rop lo sostituì con Ivo Vajgl. Successivamente lasciò la Democrazia Liberale di Slovenia e si unì all'opposizione, rappresentata dal Partito Democratico Sloveno. Nell'ottobre 2004, il Partito Democratico Sloveno vinse le elezioni e Rupel fu nuovamente nominato ministro degli esteri.
Durante il 2005 è stato Presidente dell'OCSE.
Attualmente (2013) è console generale di Slovenia a Trieste.
Sua nipote è la cantante pop Anja Rupel.